# Gambrivier
Die Gambrivier (lateinisch Gambrivii, auch Gamabrivii) waren ein germanischer Volksstamm.
Erstmals wurden sie von Strabon als Γαμαβρίουιοι (Gamabríuioi) erwähnt. Er nennt sie in einer Gruppe mit den Chatten, Chattuariern und Cheruskern, so dass sie wie diese vermutlich in der Nähe der Weser lebten. Die Gambrivier erscheinen auch in der Germania des Tacitus. Er zählte sie zu den Stämmen, die mythologisch auf die Söhne des germanischen Gottes Mannus zurückgehen.
Eventuell sind sie mit jenem Stammesteil der Sugambrer gleichzusetzen, der nach der Umsiedlung eines Großteils des Stammes 8 v. Chr. auf die linke Rheinseite durch die Römer (eine Folge der Drusus-Feldzüge 12–8 v. Chr.) rechtsrheinisch verblieb. Ein solcher Zusammenhang zwischen den beiden Stämmen gilt in der Forschung als sprachwissenschaftlich plausibel; als Argument dagegen wird jedoch angeführt, dass Strabon die Gambrivier und die Sugambrer in seiner Nennung germanischer Stämme nebeneinanderstellt.